# مراکز خرید اوتلت مالز در سن مارکوس

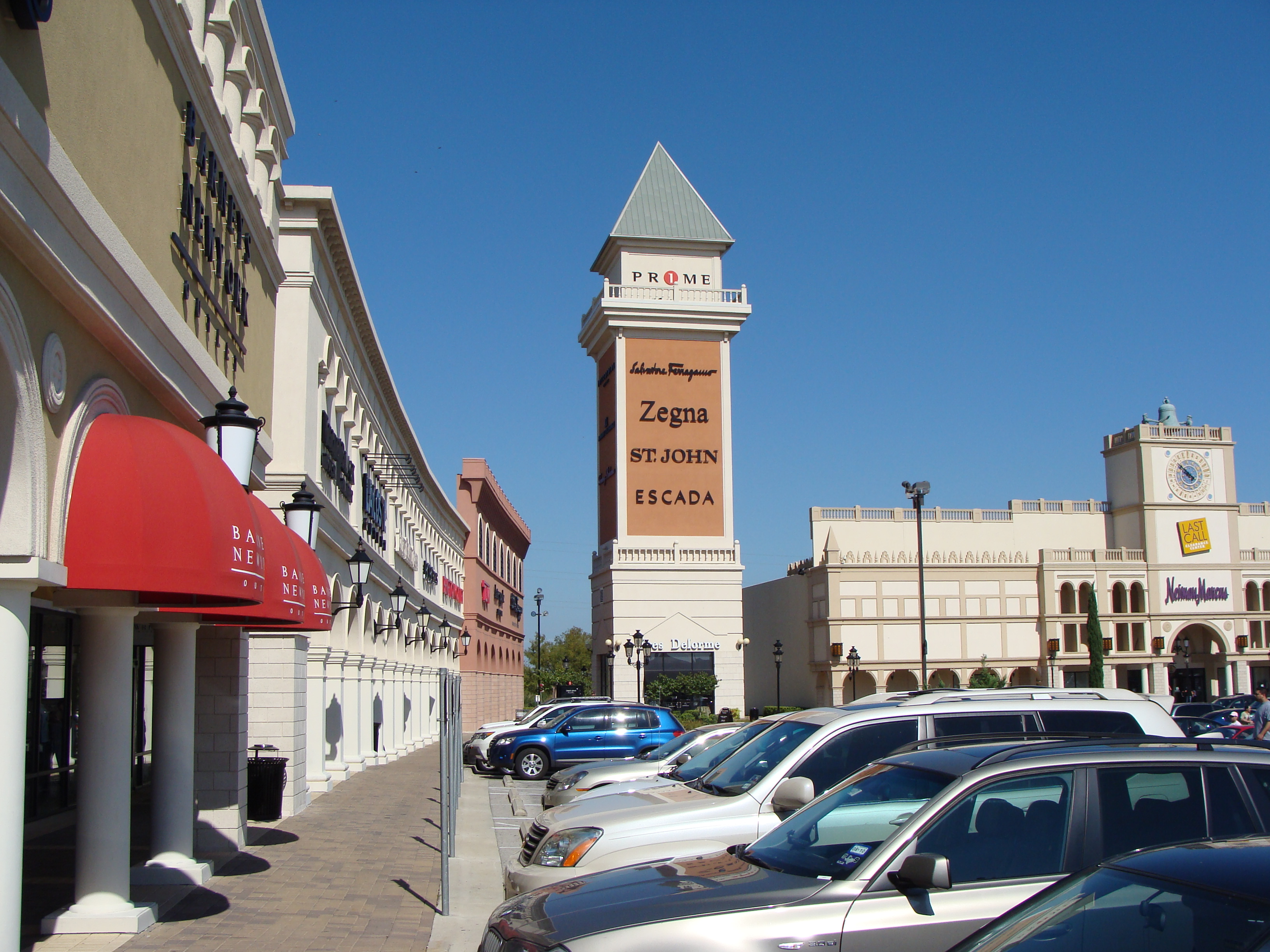

مرکز خرید اوتلت مالز در سن مارکوس (به انگلیسی: San Marcos Outlet Malls) نام یکی از محبوب‌ترین مراکز خرید در ایالت تگزاس است. این مرکز خرید سر باز با ۹۳٬۰۰۰ متر مربع زیربنا وسعت، در سن مارکوس، تگزاس قرار دارد.
برخی از این مرکز خرید به‌عنوان یکی از برترین مراکز خرید اجناس مارک‌دار در آمریکا و جهان یاد کرده‌اند.